# (6759) 1980 KD
1980 كي دي (ويعرف أيضًا باسم (6759) 1980 كي دي وفق تسمية الكوكب الصغير) (بالإنجليزية: 1980 KD)‏ هو كويكب ضمن حزام الكويكبات؛ وترتيبه 6759 من حيث الاكتشاف.
اكتُشف هذا الجُرم الفلكي بواسطة هنري ديبهون في 21 مايو 1980.

## وصلات خارجية
- (6759) 1980 KD في قاعدة بيانات مختبر الدفع النفاث لأجرام النظام الشمسي الصغيرة

- الاكتشاف · مخطط المدار ·  العناصر المدارية · المعلمات المادية

- (6759) 1980 KD على موقع ويكي سكاي: DSS2, SDSS, GALEX, IRAS, Hydrogen α, X-Ray, Astrophoto, Sky Map, Articles and images